# سولفیلیمین

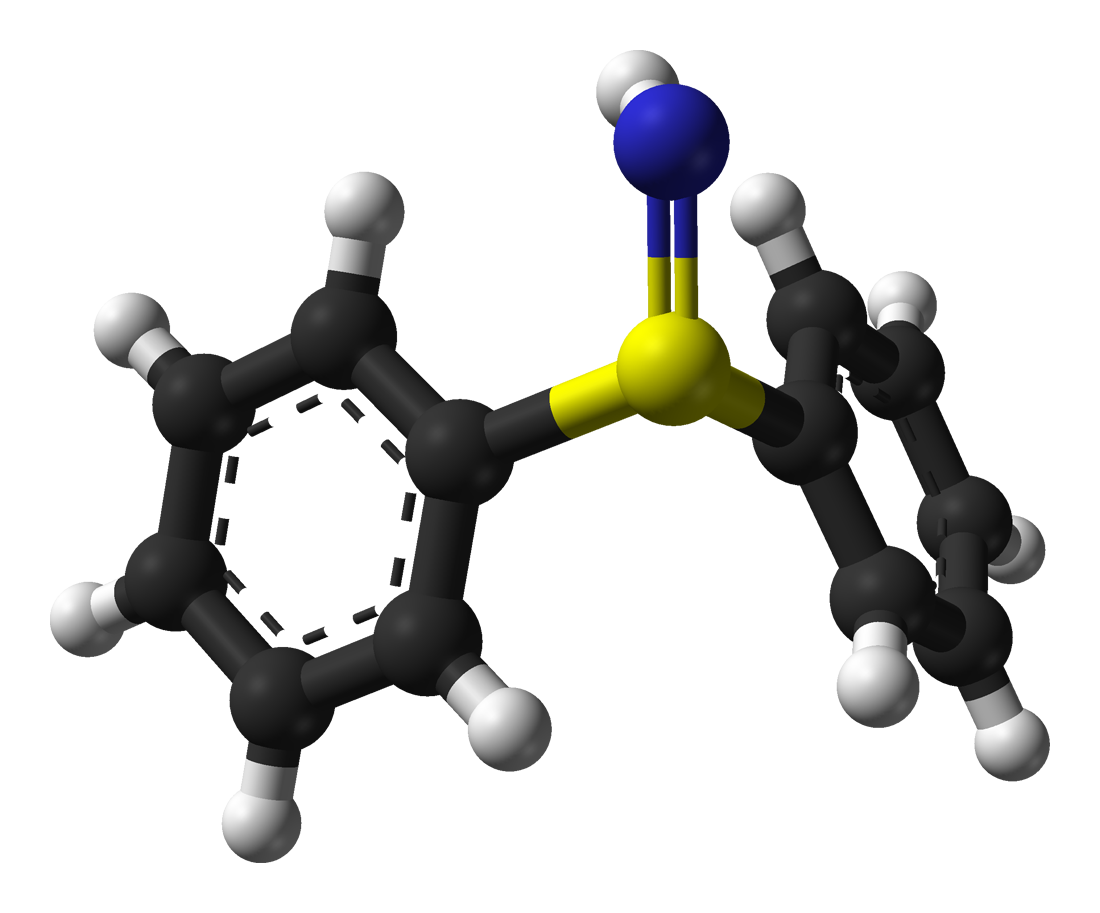
مدل گلوله و میله مولکول دی‌فنیل‌سولفیمید، Ph_{2}S=NH

متیل فنیل‌سولفوکسیمین، ترکیبی از گوگرد (VI) (سمت چپ)، و S،S-دی‌فنیل‌سولفیلیمین، ترکیبی از گوگرد (IV) (سمت راست)

سولفیلیمین (یا سولفیمید) نوعی ترکیب شیمیایی است که دارای پیوند دوگانه گوگرد به نیتروژن است. ترکیب اصلی این دسته سولفیلیمین H2S=NH است، که در مباحث نظری حائز اهمیت است.
از نمونه‌های این ترکیبات می‌توان به S,S-دی‌فنیل‌سولفیلیمین و سولفوکسیمین‌ها مانند متیل‌فنیل‌سولفوکسیمین اشاره کرد: